# 点字郵便物
点字郵便物（てんじゆうびんぶつ）は、視覚障害者向けの点字で書かれた文書のみを内容とするものを対象にした郵便サービスの一つ。第四種郵便物にあたる。旧郵政省時代の1961年6月1日の郵便料金改正で、それまでの有料から無料に変更され、日本郵政公社、民営化後の日本郵政グループにも引き継がれて現在に至る。

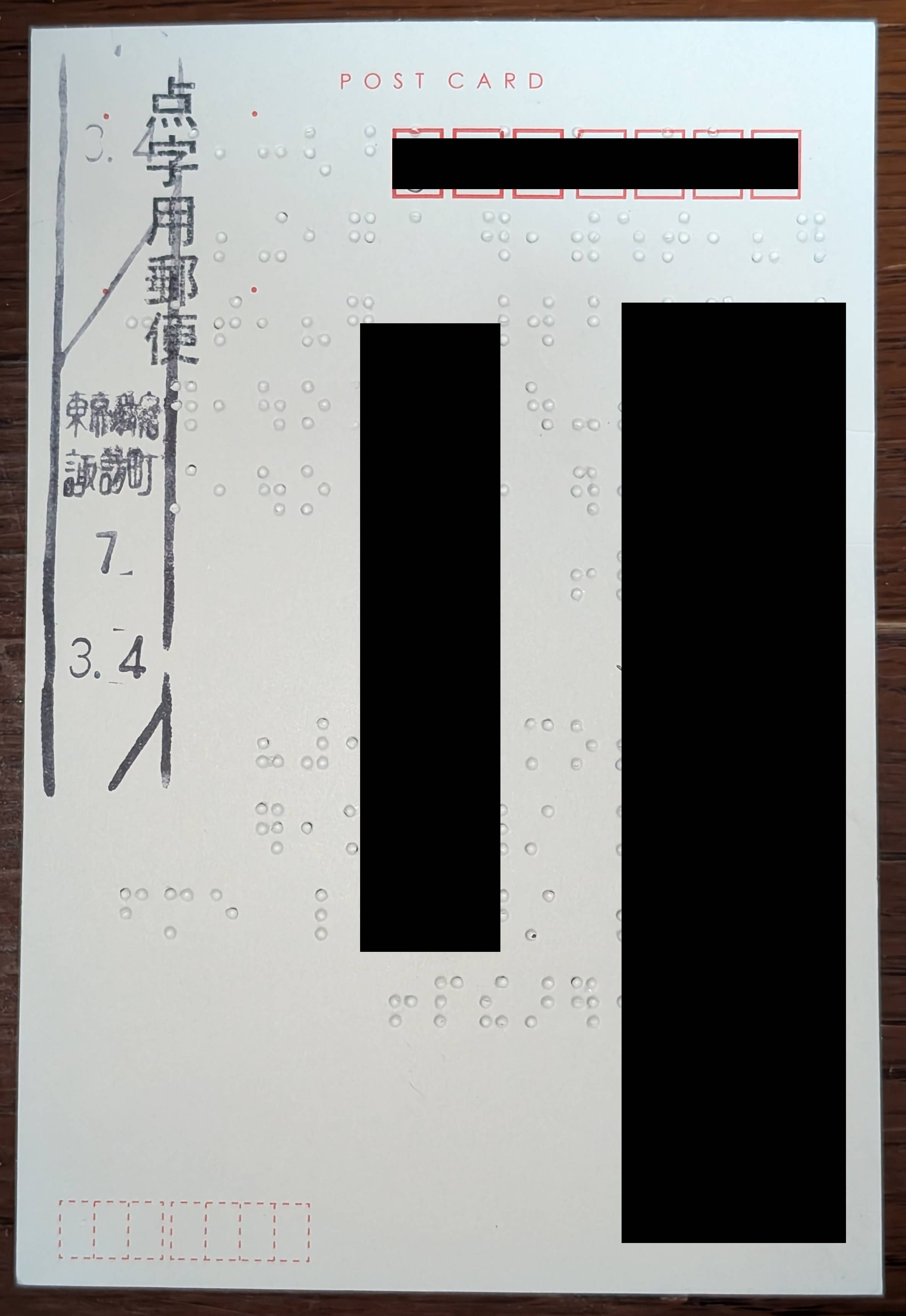
はがきの点字郵便物（表）。表面から直接打っているため点が見えるが、こちらは凹面である。また、この画像では消印が押してあるが、ポストに投函したり、窓口で何も言わずに出すと消印（引受印）は押さない。

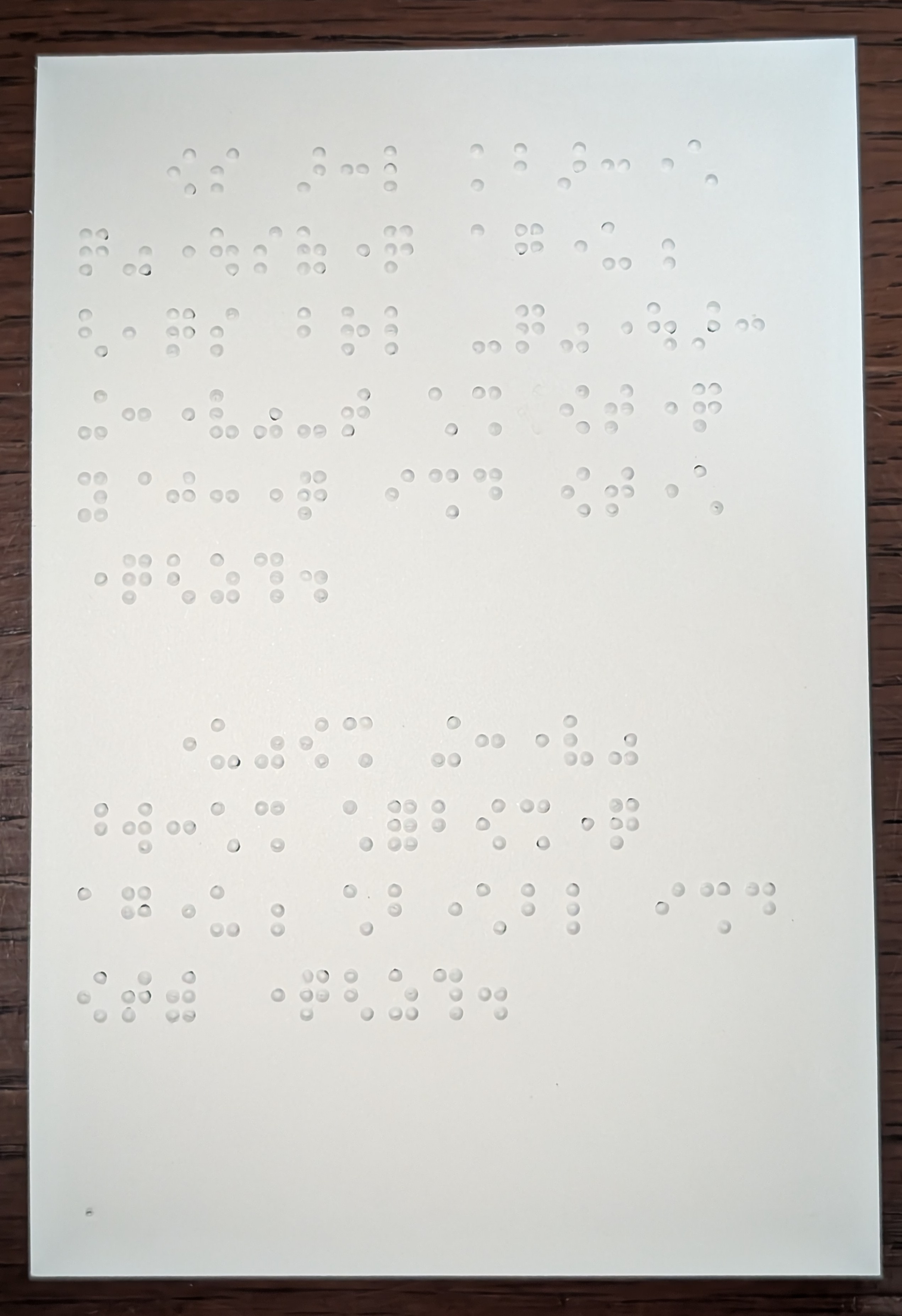
はがきの点字郵便物（裏）。こちらの面を指でなぞって読む

## 料金
3キログラムまでは無料。それ以上の場合は、点字ゆうパック（旧称：点字小包郵便物）扱いとして通常の小包料金の50%割引とすることができる。

## 条件
郵便物の表面左上（横に長いものは表面右上）、通常切手を貼る位置に「点字用郵便」と明瞭に記載する必要がある（内国郵便約款 第37条1項及び同条（注））。普通はがき（通常葉書）は第二種郵便物に含まれるが、第二種郵便物のサイズは第一種郵便物に内包されるため、宛名以外の内容が点字のみであれば、所定の位置に「点字用郵便」と記載することで第四種郵便物の点字郵便物として扱われ、無料で送ることができる（画像参照。内国郵便約款 第8条、 第37条1項、同条3項及び同条（注））。封書の場合は、点字のみの文であることが確認できるように封の一部を開けておく必要がある（内国郵便約款 第10条（2）、第33条（2））。
また、定形郵便物であれば他の郵便物と同様に年賀特別郵便物として扱ってもらうこともできる（内国郵便約款 第146条2項（3））。

## 特定録音物または点字用紙
視覚障害者の福祉に寄与する点字図書館、点字出版施設等の盲人福祉施設では、日本郵便株式会社から指定を受ければ、視覚障害者向けに編集された録音テープやCD、点字を打つための用紙も無料で発送、ないしは受け取ることができる。ただし、点訳などのボランティアに従事している健常者同士がデータのやりとりを行う場合は、通常の郵便料金がかかる。